# Ilmari Niskanen
Ilmari Niskanen (ur. 27 października 1997 w Kiuruvesi) – fiński piłkarz występujący na pozycji pomocnika lub napastnika w Dundee United FC oraz w reprezentacji Finlandii.

## Kariera klubowa
Grę w piłkę nożną rozpoczął w wieku 6 lat w akademii klubu Kiuruveden Palloilijat z rodzinnego miasta Kiuruvesi. W 2010 roku przeniósł się do Pallo-Kerho 37 z Iisalmi. Na początku 2013 roku włączono go do kadry pierwszego zespołu rywalizującego w Kakkonen. 28 kwietnia 2013 rozegrał pierwszy mecz na poziomie seniorskim przeciwko Tornion Pallo -47 (3:2), w którym strzelił zwycięską bramkę w 93. minucie. W sezonie 2013 w 22 występach zdobył 9 goli, będąc drugim najskuteczniejszym zawodnikiem w swoim zespole.
W październiku 2013 roku Niskanen przeniósł się do Kuopion Palloseura prowadzonego przez Esę Pekonena, z którym podpisał trzyletni kontrakt. 6 października tegoż roku zadebiutował w Veikkausliidze w wygranym 4:2 meczu przeciwko FC Honka, w którym wszedł na boisko w 92. minucie za Juhę Hakolę. W pierwszej połowie 2014 roku leczył uraz pleców. 10 sierpnia 2014 zdobył pierwszą bramkę w fińskiej ekstraklasie w spotkaniu z Rovaniemen Palloseura (1:0). W sezonie 2014 zaliczył łącznie 4 występy w Veikkausliidze, a także występował na wypożyczeniu w Pallo-Kerho 37 oraz w drużynie farmerskiej SC Kuopio Futis-98, pełniącej funkcję rezerw. Na początku 2015 roku doznał przeciążeniowego złamania kręgosłupa w odcinku lędźwiowym, po którym przeszedł półroczną rekonwalescencję. Po wyleczeniu urazu stał się podstawowym zawodnikiem Kuopion Palloseura. W sezonie 2017 wywalczył z tym klubem wicemistrzostwo kraju, natomiast dwa lata później tytuł mistrza Finlandii. W lipcu 2018 roku zadebiutował w europejskich pucharach w dwumeczu z FC København (0:1, 1:1) w kwalifikacjach Ligi Europy 2018/19.
We wrześniu 2020 roku Niskanen został piłkarzem FC Ingolstadt 04 (3. Liga). W sezonie 2020/21 – po wygraniu barażu z VfL Osnabrück – awansował z tym zespołem do 2. Bundesligi. W sierpniu 2021 roku przeniósł się do Dundee United FC. 11 września 2021 zadebiutował w Scottish Premiership w zremisowanym 0:0 spotkaniu z St. Mirren FC.

## Kariera reprezentacyjna
Niskanen w latach 2012–2017 występował w młodzieżowych reprezentacjach Finlandii w kategorii U-15, U-16, U-17, U-18, U-19, U-20 oraz U-21. Z kadrą U-21 wziął udział w eliminacjach Mistrzostw Europy 2019, w których rozegrał 5 spotkań.
3 września 2020 zadebiutował w reprezentacji Finlandii w spotkaniu przeciwko Walii (0:1) w Lidze Narodów 2020/21. 7 października 2020 – w swoim drugim występie – zdobył pierwszą bramkę w drużynie narodowej w towarzyskim meczu z Polską, przegranym 1:5.

### Bramki w reprezentacji
| Lp. | Data                | Miejsce                | Przeciwnik | Bramka | Rezultat | Ranga meczu     |
| --- | ------------------- | ---------------------- | ---------- | ------ | -------- | --------------- |
| 1.  | 7 października 2020 | Stadion Energa, Gdańsk | Polska     | 1:4    | 1:5      | Mecz towarzyski |

## Życie prywatne
Jego ojciec Jari jest byłym amatorskim piłkarzem i działaczem sportowym. W latach 2003–2013 był jego trenerem w Kiuruveden Palloilijat i Pallo-Kerho 37. W styczniu 2016 roku u Niskanena zdiagnozowano guza mózgu, którego miesiąc później usunięto chirurgicznie w Szpitalu Uniwersyteckim w Kuopio.

## Sukesy
Kuopion Palloseura
- mistrzostwo Finlandii: 2019